# Piazza del Duomo (San Gimignano)
Pour les articles homonymes, voir Piazza del Duomo.
La Piazza del Duomo est une des places du centre historique de San Gimignano en province de Sienne.
Elle se trouve proche de la Piazza della Cisterna (siège du marché, de fêtes et tournois), au croisement entre l'axe nord-sud de la via Francigena et l'axe est-ouest de l'antique route Pise-Sienne.

## Histoire
La place doit son nom à la collégiale édifiée au XIe siècle pendant que son aspect actuel est aménagé dans la première moitié du Duecento, durant la période d'or de l'économie florissante siennoise. Les principaux édifices publics et privés remontent à cette époque et la « rotation » du duomo, avec une nouvelle façade opposée au Palazzo vecchio del Podestà (it).
Aujourd'hui, la place se présente légèrement en pente et pavée de briques.

## Description
De forme trapézoïdale, le côté ouest est occupé par la façade de la Collégiale. Sur le côté opposé se trouve l'ancien Palazzo del Podestà reconstruit en 1239, successivement transformé en hôtellerie en 1358 puis en un théâtre en 1537, aujourd'hui rénové. Le nord est dominé par les tours jumelles des Salvucci et, au sud par le palazzo del Popolo (nouveau palais du podestat), flanqué de la torre Grossa.

## Sources
- (it) Cet article est partiellement ou en totalité issu de l’article de Wikipédia en italien intitulé « Piazza del Duomo (San Gimignano) » (voir la liste des auteurs).